# Sergei Petrowitsch Kapiza

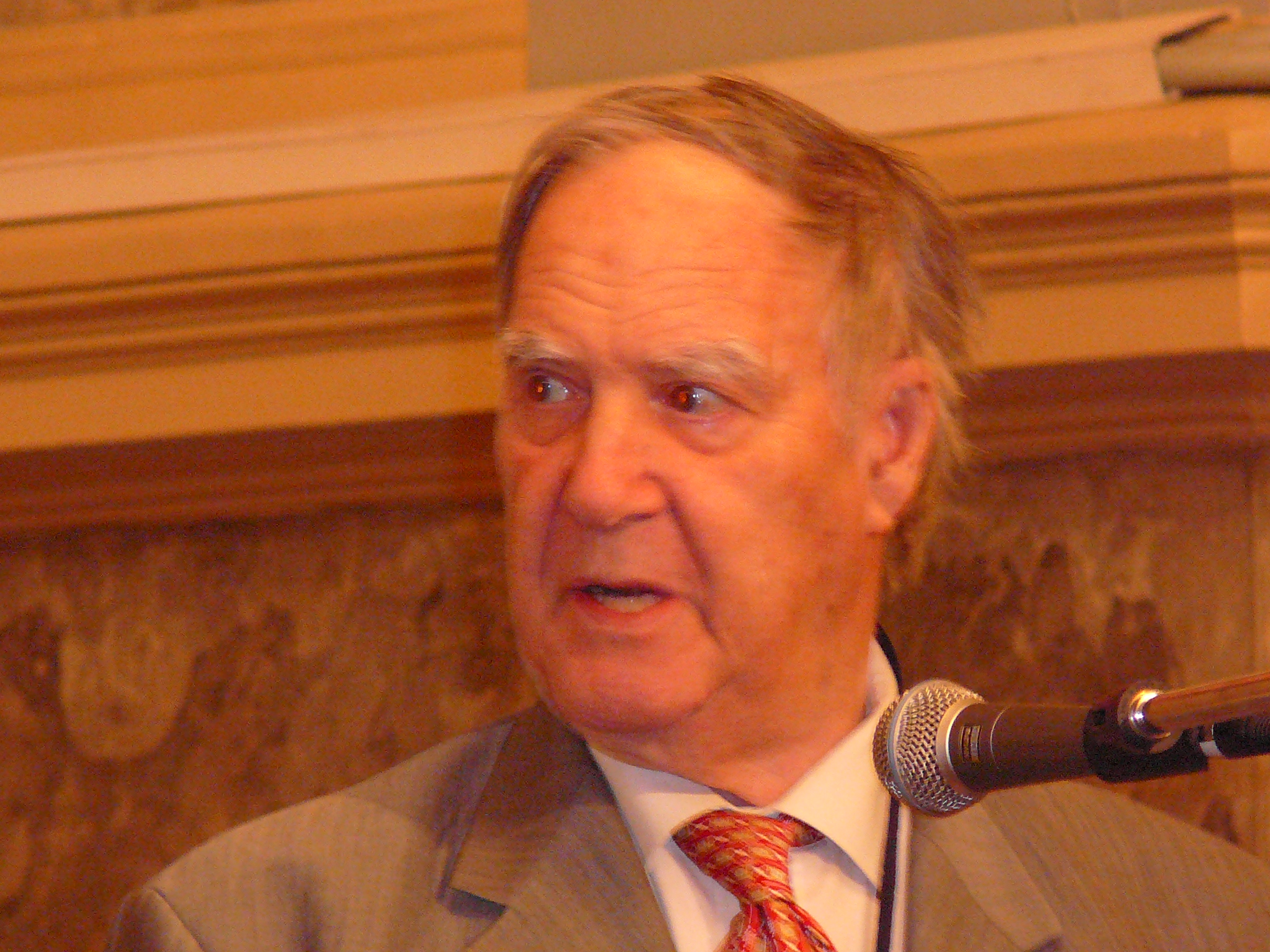
Sergei Kapiza (2007)

Sergei Petrowitsch Kapiza (russisch Серге́й Петро́вич Капи́ца, wissenschaftliche Transliteration Sergej Petrovič Kapica; * 14. Februar 1928 in Cambridge, England, Großbritannien; † 14. August 2012 in Moskau, Russland) war ein sowjetisch-russischer Physiker und Fernsehmoderator.

## Leben
Sergei Kapiza stammte aus einer prominenten Wissenschaftlerfamilie. Er war der Sohn des Nobelpreisträgers Pjotr Kapiza, mütterlicherseits war sein Großvater der Mathematiker Alexei Krylow. Sein jüngerer Bruder war der Geograph und Antarktisforscher Andrei Kapiza.
Sergei Kapiza wuchs in den 1930er Jahren im englischen Cambridge auf, bevor seine Eltern mit ihm nach Moskau zogen. Er wurde Professor am Moskauer Institut für Physik und Technologie und arbeitete am nach seinem Vater benannten Kapiza-Institut für Physikalische Probleme an der Russischen Akademie der Wissenschaften. In Russland moderierte er von 1973 bis zu seinem Tod die populärwissenschaftliche Fernsehsendung „Das Offensichtliche ist das Unglaubliche“ (auch „Offenbar, doch kaum zu glauben!“, russisch Очевидное — невероятное). Damit ist er der Fernsehmoderator mit der weltweit längsten Sendungsdauer und kam ins Guinness-Buch der Rekorde.
Er wurde Teilnehmer der Pugwash Conferences on Science and World Affairs, Mitglied des Rats für Kultur und Kunst des Präsidenten der Russischen Föderation, sowie des Club of Rome. Von 1977 bis 1982 war er Vizepräsident der European Physical Society. Von 1983 bis zur vorübergehenden Einstellung des Drucks im Jahre 1993 und von 2002 bis zu seinem Tod war er Herausgeber von W mire nauki, der russischen Ausgabe des Scientific American. In seiner späteren wissenschaftlichen Laufbahn widmete er sich verstärkt den Problemen der Demografie und des globalen Bevölkerungswachstums.
Sergei Kapiza war seit 1949 verheiratet und hatte drei Kinder.

## Ehrungen
- 1980: Staatspreis der Sowjetunion
- 1981: Kalinga-Preis der UNESCO
- Preis der Russischen Akademie der Wissenschaften für seine Fernsehsendung

## Mitgliedschaften
- 1992: Academia Europaea[1]
- Russische Akademie der Naturwissenschaften[2]
- Club of Rome
- European Physical Society
- Euro-Asian Physical Society
- International Aeronautical Federation

## Zitate
„Demokratie ist genau wie ein Radio, der Markt oder das Geld nicht mehr als ein Instrument. Sie allein bringt nicht das Glück.“